# 七氟化金
七氟化金是一种金的氟化物，化学式为AuF7。这种化合物最早于1986年制得。最初认为其中的金元素的氧化态为+7，但后来的进一步研究否定这一点。该化合物实际上是五氟化金与氟分子形成的配合物，即AuF5·F2，如果能得到更多证据确认，这将是第一种双氟配合物。理论计算也表明，该物质能量比AuF7低205kJ/mol，因此后者几乎不可能存在。光谱实验证明在734cm-1有伸缩振动，也就是端基配位的氟分子键长增大。